# Fluent
Fluent byl emailový klient vyvíjený bývalými vývojáři Googlu. Důvodem vzniku emailu bylo to, že podle vývojářů byl čas na změnu, protože za dobu 40 let své existence se emailové služby příliš nezměnily. Všichni z trojice vývojářů (Cameron Adams, Dhanji Prasanna, Jochen Bekmann) se před tím podíleli na vývoji Google Wave, což Fluent velmi ovlivnilo. V počátku Fluent pracoval pouze s účty na Gmailu, ale plánovalo se napojení i na další poskytovatele emailových služeb. V době vývoje bylo možné se zaregistrovat do demoverze emailového klienta, ale účet byl zpřístupněn až po dvou měsících od registrace.

## Vlastnosti
- řazení emailů do proudu podobně jako Facebook,
- odpovědět na zprávy bylo možné bez otevírání nového okna a spíše připomínalo online chat,[1]
- přílohy bylo možné do emailu připojit přetažením z plochy a Fluent umožňoval prohlížení jejich obsahu přímo v okně klienta.[1]
- existovala složka, ve které byly uloženy soubory ze všech příchozích emailů,[1]
- do schránky si uživatel mohl napojit více účtů, mezi kterými mohl přepínat,[1]
- menu bylo řešené jako jednoduché úzké a navigační s ikonkami,[2]
- v horní části okna obsahoval Fluent vyhledávací panel a vyhledávat začal hned po napsání alespoň jednoho písmena,[2]
- veškeré emaily bylo možné nastavit jako položky seznamu úkolů s možností nastavení připomenutí úkolu za nastavený čas.[2]